# Oswaldo Mello
Osvaldinho, właśc. Oswaldo Mello (ur. 16 maja 1904 w Rio de Janeiro, zm. 6 sierpnia 1962 w Rio de Janeiro) – brazylijski piłkarz grający na pozycji napastnika.

## Kariera klubowa
Osvaldinho występował w klubie America Rio de Janeiro. Z Américą dwukrotnie zdobył mistrzostwo stanu Rio de Janeiro – Campeonato Carioca w 1922 i 1928 roku.

## Kariera reprezentacyjna
W oficjalnej reprezentacji Brazylii Osvaldinho zadebiutował 20 grudnia 1925 w zremisowanym 2-2 meczu z argentyńskim klubem Newell’s Old Boys Rosario. Drugi i ostatni raz w reprezentacji wystąpił 24 czerwca 1928 w wygranym 5-0 meczu ze szkockim klubem Motherwell F.C.